# Peloritani

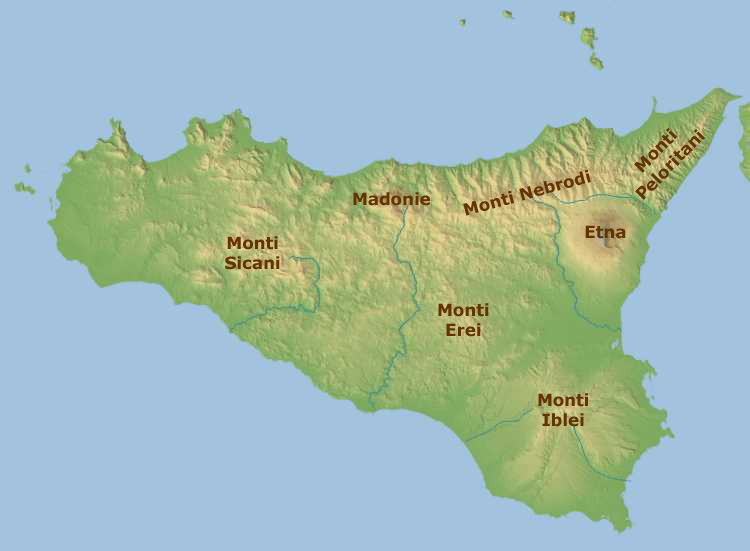
Pohoří Peloritani na mapě Sicílie

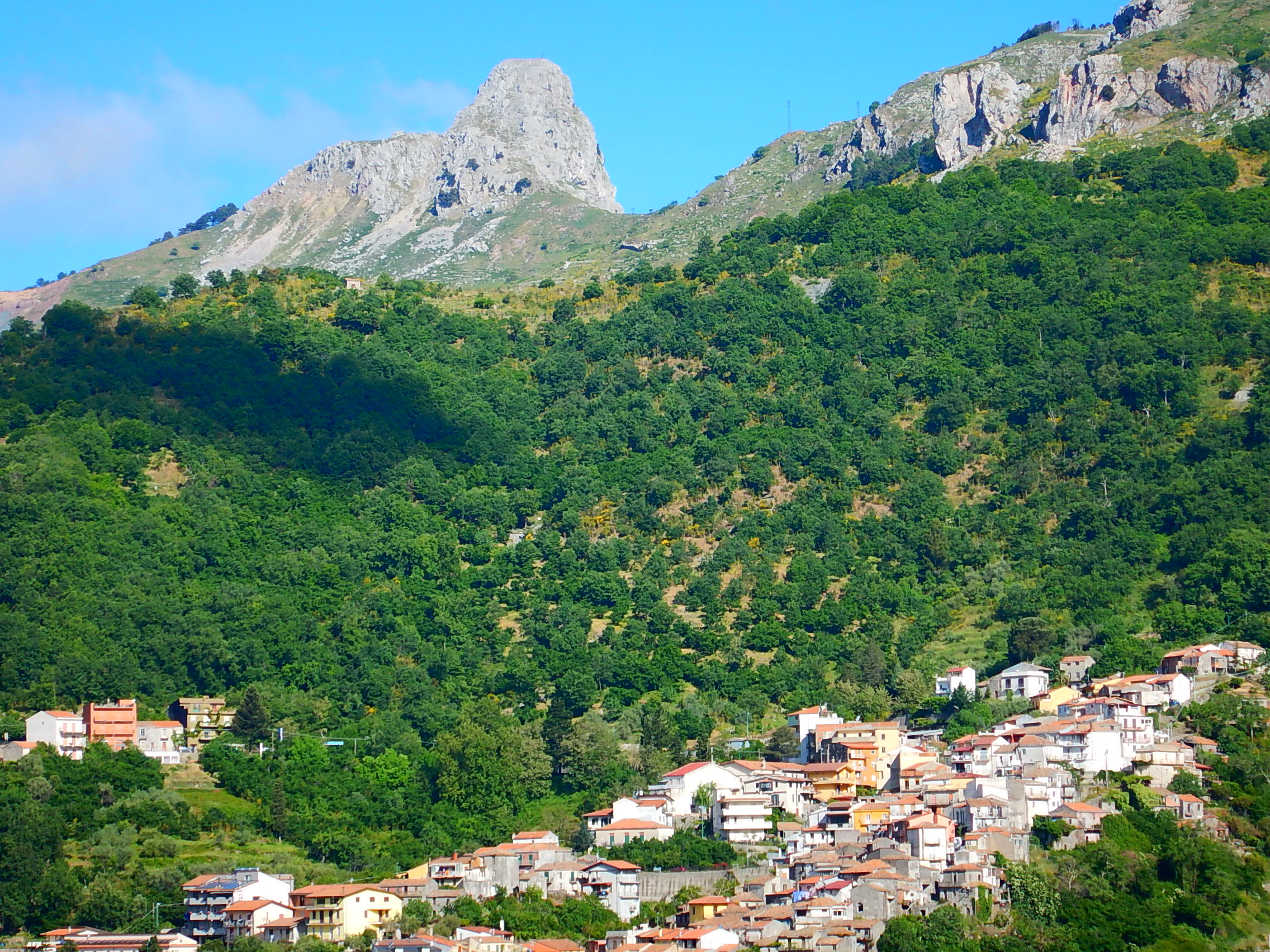
Rocca Salvatesta (1340 m), nad Fondachelli-Fantina.

Peloritani (italsky  Monti Peloritani) je pohoří na severovýchodě Sicílie v Itálii. Je součástí Sicilských Apenin. Rozkládá se z jihozápadu na severovýchod v délce okolo 65 km. Tvoří výběžek Sicílie v oblasti Messinského průlivu, v těsné blízkosti pevninské Itálie.

## Geografie
Ze severu je pohoří ohraničeno Tyrhénským mořem, z východu Jónským mořem, ze západu pohořím Nebrodi a z jihu Etnou. Vrcholky hor mají nejčastěji nadmořskou výšku 800 až 1 000 m, nejvyšší bod je Montagna Grande (1 374 m).

## Geologie
Pohoří je přerušováno hlubokými údolími a soutěskami s potoky a říčkami. Peloritani je tvořeno vyvřelými a metamorfovanými horninami. Často se vyskytují žula, ruly a fylit.

## Flora
Vegetaci tvoří louky, duby cesmínovité, duby korkové, buky, borovice.

## Turistika
Pohořím prochází turistická trasa Dorsale dei Peloritani.